# Kaissa
Ne doit pas être confondu avec Kaïssa.
Cet article utilise la notation algébrique pour décrire des coups du jeu d'échecs.
Kaissa (russe : Каисса) est un programme d'échecs développé en URSS dans les années 1960. Il tire son nom de la déesse mythique du jeu d'échecs, Caïssa.
Il a remporté le premier championnat du monde d'échecs des ordinateurs en 1974 à Stockholm.

## Histoire
|   | a | b | c | d | e | f | g | h |   |
| 8 | Dame blanche sur case blanche a8 · haut sur case blanche e8 · Roi noir sur case blanche g8 · Tour sur case noire e7 · Pion noir sur case blanche f7 · Pion noir sur case blanche h7 · Pion noir sur case noire b6 · Dame noire sur case noire d6 · Fou noir sur case noire f6 · Pion noir sur case blanche g6 · Fou blanc sur case blanche b5 · Cavalier noir sur case blanche d5 · Pion blanc sur case noire d4 · Pion noir sur case blanche e4 · Pion blanc sur case blanche g4 · Fou blanc sur case noire e3 · Pion blanc sur case blanche h3 · Pion blanc sur case blanche a2 · Pion blanc sur case noire b2 · Pion blanc sur case noire f2 · Tour blanche sur case noire c1 · Roi blanc sur case noire g1 | Dame blanche sur case blanche a8 · haut sur case blanche e8 · Roi noir sur case blanche g8 · Tour sur case noire e7 · Pion noir sur case blanche f7 · Pion noir sur case blanche h7 · Pion noir sur case noire b6 · Dame noire sur case noire d6 · Fou noir sur case noire f6 · Pion noir sur case blanche g6 · Fou blanc sur case blanche b5 · Cavalier noir sur case blanche d5 · Pion blanc sur case noire d4 · Pion noir sur case blanche e4 · Pion blanc sur case blanche g4 · Fou blanc sur case noire e3 · Pion blanc sur case blanche h3 · Pion blanc sur case blanche a2 · Pion blanc sur case noire b2 · Pion blanc sur case noire f2 · Tour blanche sur case noire c1 · Roi blanc sur case noire g1 | Dame blanche sur case blanche a8 · haut sur case blanche e8 · Roi noir sur case blanche g8 · Tour sur case noire e7 · Pion noir sur case blanche f7 · Pion noir sur case blanche h7 · Pion noir sur case noire b6 · Dame noire sur case noire d6 · Fou noir sur case noire f6 · Pion noir sur case blanche g6 · Fou blanc sur case blanche b5 · Cavalier noir sur case blanche d5 · Pion blanc sur case noire d4 · Pion noir sur case blanche e4 · Pion blanc sur case blanche g4 · Fou blanc sur case noire e3 · Pion blanc sur case blanche h3 · Pion blanc sur case blanche a2 · Pion blanc sur case noire b2 · Pion blanc sur case noire f2 · Tour blanche sur case noire c1 · Roi blanc sur case noire g1 | Dame blanche sur case blanche a8 · haut sur case blanche e8 · Roi noir sur case blanche g8 · Tour sur case noire e7 · Pion noir sur case blanche f7 · Pion noir sur case blanche h7 · Pion noir sur case noire b6 · Dame noire sur case noire d6 · Fou noir sur case noire f6 · Pion noir sur case blanche g6 · Fou blanc sur case blanche b5 · Cavalier noir sur case blanche d5 · Pion blanc sur case noire d4 · Pion noir sur case blanche e4 · Pion blanc sur case blanche g4 · Fou blanc sur case noire e3 · Pion blanc sur case blanche h3 · Pion blanc sur case blanche a2 · Pion blanc sur case noire b2 · Pion blanc sur case noire f2 · Tour blanche sur case noire c1 · Roi blanc sur case noire g1 | Dame blanche sur case blanche a8 · haut sur case blanche e8 · Roi noir sur case blanche g8 · Tour sur case noire e7 · Pion noir sur case blanche f7 · Pion noir sur case blanche h7 · Pion noir sur case noire b6 · Dame noire sur case noire d6 · Fou noir sur case noire f6 · Pion noir sur case blanche g6 · Fou blanc sur case blanche b5 · Cavalier noir sur case blanche d5 · Pion blanc sur case noire d4 · Pion noir sur case blanche e4 · Pion blanc sur case blanche g4 · Fou blanc sur case noire e3 · Pion blanc sur case blanche h3 · Pion blanc sur case blanche a2 · Pion blanc sur case noire b2 · Pion blanc sur case noire f2 · Tour blanche sur case noire c1 · Roi blanc sur case noire g1 | Dame blanche sur case blanche a8 · haut sur case blanche e8 · Roi noir sur case blanche g8 · Tour sur case noire e7 · Pion noir sur case blanche f7 · Pion noir sur case blanche h7 · Pion noir sur case noire b6 · Dame noire sur case noire d6 · Fou noir sur case noire f6 · Pion noir sur case blanche g6 · Fou blanc sur case blanche b5 · Cavalier noir sur case blanche d5 · Pion blanc sur case noire d4 · Pion noir sur case blanche e4 · Pion blanc sur case blanche g4 · Fou blanc sur case noire e3 · Pion blanc sur case blanche h3 · Pion blanc sur case blanche a2 · Pion blanc sur case noire b2 · Pion blanc sur case noire f2 · Tour blanche sur case noire c1 · Roi blanc sur case noire g1 | Dame blanche sur case blanche a8 · haut sur case blanche e8 · Roi noir sur case blanche g8 · Tour sur case noire e7 · Pion noir sur case blanche f7 · Pion noir sur case blanche h7 · Pion noir sur case noire b6 · Dame noire sur case noire d6 · Fou noir sur case noire f6 · Pion noir sur case blanche g6 · Fou blanc sur case blanche b5 · Cavalier noir sur case blanche d5 · Pion blanc sur case noire d4 · Pion noir sur case blanche e4 · Pion blanc sur case blanche g4 · Fou blanc sur case noire e3 · Pion blanc sur case blanche h3 · Pion blanc sur case blanche a2 · Pion blanc sur case noire b2 · Pion blanc sur case noire f2 · Tour blanche sur case noire c1 · Roi blanc sur case noire g1 | Dame blanche sur case blanche a8 · haut sur case blanche e8 · Roi noir sur case blanche g8 · Tour sur case noire e7 · Pion noir sur case blanche f7 · Pion noir sur case blanche h7 · Pion noir sur case noire b6 · Dame noire sur case noire d6 · Fou noir sur case noire f6 · Pion noir sur case blanche g6 · Fou blanc sur case blanche b5 · Cavalier noir sur case blanche d5 · Pion blanc sur case noire d4 · Pion noir sur case blanche e4 · Pion blanc sur case blanche g4 · Fou blanc sur case noire e3 · Pion blanc sur case blanche h3 · Pion blanc sur case blanche a2 · Pion blanc sur case noire b2 · Pion blanc sur case noire f2 · Tour blanche sur case noire c1 · Roi blanc sur case noire g1 | 8 |
| 7 | Dame blanche sur case blanche a8 · haut sur case blanche e8 · Roi noir sur case blanche g8 · Tour sur case noire e7 · Pion noir sur case blanche f7 · Pion noir sur case blanche h7 · Pion noir sur case noire b6 · Dame noire sur case noire d6 · Fou noir sur case noire f6 · Pion noir sur case blanche g6 · Fou blanc sur case blanche b5 · Cavalier noir sur case blanche d5 · Pion blanc sur case noire d4 · Pion noir sur case blanche e4 · Pion blanc sur case blanche g4 · Fou blanc sur case noire e3 · Pion blanc sur case blanche h3 · Pion blanc sur case blanche a2 · Pion blanc sur case noire b2 · Pion blanc sur case noire f2 · Tour blanche sur case noire c1 · Roi blanc sur case noire g1 | Dame blanche sur case blanche a8 · haut sur case blanche e8 · Roi noir sur case blanche g8 · Tour sur case noire e7 · Pion noir sur case blanche f7 · Pion noir sur case blanche h7 · Pion noir sur case noire b6 · Dame noire sur case noire d6 · Fou noir sur case noire f6 · Pion noir sur case blanche g6 · Fou blanc sur case blanche b5 · Cavalier noir sur case blanche d5 · Pion blanc sur case noire d4 · Pion noir sur case blanche e4 · Pion blanc sur case blanche g4 · Fou blanc sur case noire e3 · Pion blanc sur case blanche h3 · Pion blanc sur case blanche a2 · Pion blanc sur case noire b2 · Pion blanc sur case noire f2 · Tour blanche sur case noire c1 · Roi blanc sur case noire g1 | Dame blanche sur case blanche a8 · haut sur case blanche e8 · Roi noir sur case blanche g8 · Tour sur case noire e7 · Pion noir sur case blanche f7 · Pion noir sur case blanche h7 · Pion noir sur case noire b6 · Dame noire sur case noire d6 · Fou noir sur case noire f6 · Pion noir sur case blanche g6 · Fou blanc sur case blanche b5 · Cavalier noir sur case blanche d5 · Pion blanc sur case noire d4 · Pion noir sur case blanche e4 · Pion blanc sur case blanche g4 · Fou blanc sur case noire e3 · Pion blanc sur case blanche h3 · Pion blanc sur case blanche a2 · Pion blanc sur case noire b2 · Pion blanc sur case noire f2 · Tour blanche sur case noire c1 · Roi blanc sur case noire g1 | Dame blanche sur case blanche a8 · haut sur case blanche e8 · Roi noir sur case blanche g8 · Tour sur case noire e7 · Pion noir sur case blanche f7 · Pion noir sur case blanche h7 · Pion noir sur case noire b6 · Dame noire sur case noire d6 · Fou noir sur case noire f6 · Pion noir sur case blanche g6 · Fou blanc sur case blanche b5 · Cavalier noir sur case blanche d5 · Pion blanc sur case noire d4 · Pion noir sur case blanche e4 · Pion blanc sur case blanche g4 · Fou blanc sur case noire e3 · Pion blanc sur case blanche h3 · Pion blanc sur case blanche a2 · Pion blanc sur case noire b2 · Pion blanc sur case noire f2 · Tour blanche sur case noire c1 · Roi blanc sur case noire g1 | Dame blanche sur case blanche a8 · haut sur case blanche e8 · Roi noir sur case blanche g8 · Tour sur case noire e7 · Pion noir sur case blanche f7 · Pion noir sur case blanche h7 · Pion noir sur case noire b6 · Dame noire sur case noire d6 · Fou noir sur case noire f6 · Pion noir sur case blanche g6 · Fou blanc sur case blanche b5 · Cavalier noir sur case blanche d5 · Pion blanc sur case noire d4 · Pion noir sur case blanche e4 · Pion blanc sur case blanche g4 · Fou blanc sur case noire e3 · Pion blanc sur case blanche h3 · Pion blanc sur case blanche a2 · Pion blanc sur case noire b2 · Pion blanc sur case noire f2 · Tour blanche sur case noire c1 · Roi blanc sur case noire g1 | Dame blanche sur case blanche a8 · haut sur case blanche e8 · Roi noir sur case blanche g8 · Tour sur case noire e7 · Pion noir sur case blanche f7 · Pion noir sur case blanche h7 · Pion noir sur case noire b6 · Dame noire sur case noire d6 · Fou noir sur case noire f6 · Pion noir sur case blanche g6 · Fou blanc sur case blanche b5 · Cavalier noir sur case blanche d5 · Pion blanc sur case noire d4 · Pion noir sur case blanche e4 · Pion blanc sur case blanche g4 · Fou blanc sur case noire e3 · Pion blanc sur case blanche h3 · Pion blanc sur case blanche a2 · Pion blanc sur case noire b2 · Pion blanc sur case noire f2 · Tour blanche sur case noire c1 · Roi blanc sur case noire g1 | Dame blanche sur case blanche a8 · haut sur case blanche e8 · Roi noir sur case blanche g8 · Tour sur case noire e7 · Pion noir sur case blanche f7 · Pion noir sur case blanche h7 · Pion noir sur case noire b6 · Dame noire sur case noire d6 · Fou noir sur case noire f6 · Pion noir sur case blanche g6 · Fou blanc sur case blanche b5 · Cavalier noir sur case blanche d5 · Pion blanc sur case noire d4 · Pion noir sur case blanche e4 · Pion blanc sur case blanche g4 · Fou blanc sur case noire e3 · Pion blanc sur case blanche h3 · Pion blanc sur case blanche a2 · Pion blanc sur case noire b2 · Pion blanc sur case noire f2 · Tour blanche sur case noire c1 · Roi blanc sur case noire g1 | Dame blanche sur case blanche a8 · haut sur case blanche e8 · Roi noir sur case blanche g8 · Tour sur case noire e7 · Pion noir sur case blanche f7 · Pion noir sur case blanche h7 · Pion noir sur case noire b6 · Dame noire sur case noire d6 · Fou noir sur case noire f6 · Pion noir sur case blanche g6 · Fou blanc sur case blanche b5 · Cavalier noir sur case blanche d5 · Pion blanc sur case noire d4 · Pion noir sur case blanche e4 · Pion blanc sur case blanche g4 · Fou blanc sur case noire e3 · Pion blanc sur case blanche h3 · Pion blanc sur case blanche a2 · Pion blanc sur case noire b2 · Pion blanc sur case noire f2 · Tour blanche sur case noire c1 · Roi blanc sur case noire g1 | 7 |
| 6 | Dame blanche sur case blanche a8 · haut sur case blanche e8 · Roi noir sur case blanche g8 · Tour sur case noire e7 · Pion noir sur case blanche f7 · Pion noir sur case blanche h7 · Pion noir sur case noire b6 · Dame noire sur case noire d6 · Fou noir sur case noire f6 · Pion noir sur case blanche g6 · Fou blanc sur case blanche b5 · Cavalier noir sur case blanche d5 · Pion blanc sur case noire d4 · Pion noir sur case blanche e4 · Pion blanc sur case blanche g4 · Fou blanc sur case noire e3 · Pion blanc sur case blanche h3 · Pion blanc sur case blanche a2 · Pion blanc sur case noire b2 · Pion blanc sur case noire f2 · Tour blanche sur case noire c1 · Roi blanc sur case noire g1 | Dame blanche sur case blanche a8 · haut sur case blanche e8 · Roi noir sur case blanche g8 · Tour sur case noire e7 · Pion noir sur case blanche f7 · Pion noir sur case blanche h7 · Pion noir sur case noire b6 · Dame noire sur case noire d6 · Fou noir sur case noire f6 · Pion noir sur case blanche g6 · Fou blanc sur case blanche b5 · Cavalier noir sur case blanche d5 · Pion blanc sur case noire d4 · Pion noir sur case blanche e4 · Pion blanc sur case blanche g4 · Fou blanc sur case noire e3 · Pion blanc sur case blanche h3 · Pion blanc sur case blanche a2 · Pion blanc sur case noire b2 · Pion blanc sur case noire f2 · Tour blanche sur case noire c1 · Roi blanc sur case noire g1 | Dame blanche sur case blanche a8 · haut sur case blanche e8 · Roi noir sur case blanche g8 · Tour sur case noire e7 · Pion noir sur case blanche f7 · Pion noir sur case blanche h7 · Pion noir sur case noire b6 · Dame noire sur case noire d6 · Fou noir sur case noire f6 · Pion noir sur case blanche g6 · Fou blanc sur case blanche b5 · Cavalier noir sur case blanche d5 · Pion blanc sur case noire d4 · Pion noir sur case blanche e4 · Pion blanc sur case blanche g4 · Fou blanc sur case noire e3 · Pion blanc sur case blanche h3 · Pion blanc sur case blanche a2 · Pion blanc sur case noire b2 · Pion blanc sur case noire f2 · Tour blanche sur case noire c1 · Roi blanc sur case noire g1 | Dame blanche sur case blanche a8 · haut sur case blanche e8 · Roi noir sur case blanche g8 · Tour sur case noire e7 · Pion noir sur case blanche f7 · Pion noir sur case blanche h7 · Pion noir sur case noire b6 · Dame noire sur case noire d6 · Fou noir sur case noire f6 · Pion noir sur case blanche g6 · Fou blanc sur case blanche b5 · Cavalier noir sur case blanche d5 · Pion blanc sur case noire d4 · Pion noir sur case blanche e4 · Pion blanc sur case blanche g4 · Fou blanc sur case noire e3 · Pion blanc sur case blanche h3 · Pion blanc sur case blanche a2 · Pion blanc sur case noire b2 · Pion blanc sur case noire f2 · Tour blanche sur case noire c1 · Roi blanc sur case noire g1 | Dame blanche sur case blanche a8 · haut sur case blanche e8 · Roi noir sur case blanche g8 · Tour sur case noire e7 · Pion noir sur case blanche f7 · Pion noir sur case blanche h7 · Pion noir sur case noire b6 · Dame noire sur case noire d6 · Fou noir sur case noire f6 · Pion noir sur case blanche g6 · Fou blanc sur case blanche b5 · Cavalier noir sur case blanche d5 · Pion blanc sur case noire d4 · Pion noir sur case blanche e4 · Pion blanc sur case blanche g4 · Fou blanc sur case noire e3 · Pion blanc sur case blanche h3 · Pion blanc sur case blanche a2 · Pion blanc sur case noire b2 · Pion blanc sur case noire f2 · Tour blanche sur case noire c1 · Roi blanc sur case noire g1 | Dame blanche sur case blanche a8 · haut sur case blanche e8 · Roi noir sur case blanche g8 · Tour sur case noire e7 · Pion noir sur case blanche f7 · Pion noir sur case blanche h7 · Pion noir sur case noire b6 · Dame noire sur case noire d6 · Fou noir sur case noire f6 · Pion noir sur case blanche g6 · Fou blanc sur case blanche b5 · Cavalier noir sur case blanche d5 · Pion blanc sur case noire d4 · Pion noir sur case blanche e4 · Pion blanc sur case blanche g4 · Fou blanc sur case noire e3 · Pion blanc sur case blanche h3 · Pion blanc sur case blanche a2 · Pion blanc sur case noire b2 · Pion blanc sur case noire f2 · Tour blanche sur case noire c1 · Roi blanc sur case noire g1 | Dame blanche sur case blanche a8 · haut sur case blanche e8 · Roi noir sur case blanche g8 · Tour sur case noire e7 · Pion noir sur case blanche f7 · Pion noir sur case blanche h7 · Pion noir sur case noire b6 · Dame noire sur case noire d6 · Fou noir sur case noire f6 · Pion noir sur case blanche g6 · Fou blanc sur case blanche b5 · Cavalier noir sur case blanche d5 · Pion blanc sur case noire d4 · Pion noir sur case blanche e4 · Pion blanc sur case blanche g4 · Fou blanc sur case noire e3 · Pion blanc sur case blanche h3 · Pion blanc sur case blanche a2 · Pion blanc sur case noire b2 · Pion blanc sur case noire f2 · Tour blanche sur case noire c1 · Roi blanc sur case noire g1 | Dame blanche sur case blanche a8 · haut sur case blanche e8 · Roi noir sur case blanche g8 · Tour sur case noire e7 · Pion noir sur case blanche f7 · Pion noir sur case blanche h7 · Pion noir sur case noire b6 · Dame noire sur case noire d6 · Fou noir sur case noire f6 · Pion noir sur case blanche g6 · Fou blanc sur case blanche b5 · Cavalier noir sur case blanche d5 · Pion blanc sur case noire d4 · Pion noir sur case blanche e4 · Pion blanc sur case blanche g4 · Fou blanc sur case noire e3 · Pion blanc sur case blanche h3 · Pion blanc sur case blanche a2 · Pion blanc sur case noire b2 · Pion blanc sur case noire f2 · Tour blanche sur case noire c1 · Roi blanc sur case noire g1 | 6 |
| 5 | Dame blanche sur case blanche a8 · haut sur case blanche e8 · Roi noir sur case blanche g8 · Tour sur case noire e7 · Pion noir sur case blanche f7 · Pion noir sur case blanche h7 · Pion noir sur case noire b6 · Dame noire sur case noire d6 · Fou noir sur case noire f6 · Pion noir sur case blanche g6 · Fou blanc sur case blanche b5 · Cavalier noir sur case blanche d5 · Pion blanc sur case noire d4 · Pion noir sur case blanche e4 · Pion blanc sur case blanche g4 · Fou blanc sur case noire e3 · Pion blanc sur case blanche h3 · Pion blanc sur case blanche a2 · Pion blanc sur case noire b2 · Pion blanc sur case noire f2 · Tour blanche sur case noire c1 · Roi blanc sur case noire g1 | Dame blanche sur case blanche a8 · haut sur case blanche e8 · Roi noir sur case blanche g8 · Tour sur case noire e7 · Pion noir sur case blanche f7 · Pion noir sur case blanche h7 · Pion noir sur case noire b6 · Dame noire sur case noire d6 · Fou noir sur case noire f6 · Pion noir sur case blanche g6 · Fou blanc sur case blanche b5 · Cavalier noir sur case blanche d5 · Pion blanc sur case noire d4 · Pion noir sur case blanche e4 · Pion blanc sur case blanche g4 · Fou blanc sur case noire e3 · Pion blanc sur case blanche h3 · Pion blanc sur case blanche a2 · Pion blanc sur case noire b2 · Pion blanc sur case noire f2 · Tour blanche sur case noire c1 · Roi blanc sur case noire g1 | Dame blanche sur case blanche a8 · haut sur case blanche e8 · Roi noir sur case blanche g8 · Tour sur case noire e7 · Pion noir sur case blanche f7 · Pion noir sur case blanche h7 · Pion noir sur case noire b6 · Dame noire sur case noire d6 · Fou noir sur case noire f6 · Pion noir sur case blanche g6 · Fou blanc sur case blanche b5 · Cavalier noir sur case blanche d5 · Pion blanc sur case noire d4 · Pion noir sur case blanche e4 · Pion blanc sur case blanche g4 · Fou blanc sur case noire e3 · Pion blanc sur case blanche h3 · Pion blanc sur case blanche a2 · Pion blanc sur case noire b2 · Pion blanc sur case noire f2 · Tour blanche sur case noire c1 · Roi blanc sur case noire g1 | Dame blanche sur case blanche a8 · haut sur case blanche e8 · Roi noir sur case blanche g8 · Tour sur case noire e7 · Pion noir sur case blanche f7 · Pion noir sur case blanche h7 · Pion noir sur case noire b6 · Dame noire sur case noire d6 · Fou noir sur case noire f6 · Pion noir sur case blanche g6 · Fou blanc sur case blanche b5 · Cavalier noir sur case blanche d5 · Pion blanc sur case noire d4 · Pion noir sur case blanche e4 · Pion blanc sur case blanche g4 · Fou blanc sur case noire e3 · Pion blanc sur case blanche h3 · Pion blanc sur case blanche a2 · Pion blanc sur case noire b2 · Pion blanc sur case noire f2 · Tour blanche sur case noire c1 · Roi blanc sur case noire g1 | Dame blanche sur case blanche a8 · haut sur case blanche e8 · Roi noir sur case blanche g8 · Tour sur case noire e7 · Pion noir sur case blanche f7 · Pion noir sur case blanche h7 · Pion noir sur case noire b6 · Dame noire sur case noire d6 · Fou noir sur case noire f6 · Pion noir sur case blanche g6 · Fou blanc sur case blanche b5 · Cavalier noir sur case blanche d5 · Pion blanc sur case noire d4 · Pion noir sur case blanche e4 · Pion blanc sur case blanche g4 · Fou blanc sur case noire e3 · Pion blanc sur case blanche h3 · Pion blanc sur case blanche a2 · Pion blanc sur case noire b2 · Pion blanc sur case noire f2 · Tour blanche sur case noire c1 · Roi blanc sur case noire g1 | Dame blanche sur case blanche a8 · haut sur case blanche e8 · Roi noir sur case blanche g8 · Tour sur case noire e7 · Pion noir sur case blanche f7 · Pion noir sur case blanche h7 · Pion noir sur case noire b6 · Dame noire sur case noire d6 · Fou noir sur case noire f6 · Pion noir sur case blanche g6 · Fou blanc sur case blanche b5 · Cavalier noir sur case blanche d5 · Pion blanc sur case noire d4 · Pion noir sur case blanche e4 · Pion blanc sur case blanche g4 · Fou blanc sur case noire e3 · Pion blanc sur case blanche h3 · Pion blanc sur case blanche a2 · Pion blanc sur case noire b2 · Pion blanc sur case noire f2 · Tour blanche sur case noire c1 · Roi blanc sur case noire g1 | Dame blanche sur case blanche a8 · haut sur case blanche e8 · Roi noir sur case blanche g8 · Tour sur case noire e7 · Pion noir sur case blanche f7 · Pion noir sur case blanche h7 · Pion noir sur case noire b6 · Dame noire sur case noire d6 · Fou noir sur case noire f6 · Pion noir sur case blanche g6 · Fou blanc sur case blanche b5 · Cavalier noir sur case blanche d5 · Pion blanc sur case noire d4 · Pion noir sur case blanche e4 · Pion blanc sur case blanche g4 · Fou blanc sur case noire e3 · Pion blanc sur case blanche h3 · Pion blanc sur case blanche a2 · Pion blanc sur case noire b2 · Pion blanc sur case noire f2 · Tour blanche sur case noire c1 · Roi blanc sur case noire g1 | Dame blanche sur case blanche a8 · haut sur case blanche e8 · Roi noir sur case blanche g8 · Tour sur case noire e7 · Pion noir sur case blanche f7 · Pion noir sur case blanche h7 · Pion noir sur case noire b6 · Dame noire sur case noire d6 · Fou noir sur case noire f6 · Pion noir sur case blanche g6 · Fou blanc sur case blanche b5 · Cavalier noir sur case blanche d5 · Pion blanc sur case noire d4 · Pion noir sur case blanche e4 · Pion blanc sur case blanche g4 · Fou blanc sur case noire e3 · Pion blanc sur case blanche h3 · Pion blanc sur case blanche a2 · Pion blanc sur case noire b2 · Pion blanc sur case noire f2 · Tour blanche sur case noire c1 · Roi blanc sur case noire g1 | 5 |
| 4 | Dame blanche sur case blanche a8 · haut sur case blanche e8 · Roi noir sur case blanche g8 · Tour sur case noire e7 · Pion noir sur case blanche f7 · Pion noir sur case blanche h7 · Pion noir sur case noire b6 · Dame noire sur case noire d6 · Fou noir sur case noire f6 · Pion noir sur case blanche g6 · Fou blanc sur case blanche b5 · Cavalier noir sur case blanche d5 · Pion blanc sur case noire d4 · Pion noir sur case blanche e4 · Pion blanc sur case blanche g4 · Fou blanc sur case noire e3 · Pion blanc sur case blanche h3 · Pion blanc sur case blanche a2 · Pion blanc sur case noire b2 · Pion blanc sur case noire f2 · Tour blanche sur case noire c1 · Roi blanc sur case noire g1 | Dame blanche sur case blanche a8 · haut sur case blanche e8 · Roi noir sur case blanche g8 · Tour sur case noire e7 · Pion noir sur case blanche f7 · Pion noir sur case blanche h7 · Pion noir sur case noire b6 · Dame noire sur case noire d6 · Fou noir sur case noire f6 · Pion noir sur case blanche g6 · Fou blanc sur case blanche b5 · Cavalier noir sur case blanche d5 · Pion blanc sur case noire d4 · Pion noir sur case blanche e4 · Pion blanc sur case blanche g4 · Fou blanc sur case noire e3 · Pion blanc sur case blanche h3 · Pion blanc sur case blanche a2 · Pion blanc sur case noire b2 · Pion blanc sur case noire f2 · Tour blanche sur case noire c1 · Roi blanc sur case noire g1 | Dame blanche sur case blanche a8 · haut sur case blanche e8 · Roi noir sur case blanche g8 · Tour sur case noire e7 · Pion noir sur case blanche f7 · Pion noir sur case blanche h7 · Pion noir sur case noire b6 · Dame noire sur case noire d6 · Fou noir sur case noire f6 · Pion noir sur case blanche g6 · Fou blanc sur case blanche b5 · Cavalier noir sur case blanche d5 · Pion blanc sur case noire d4 · Pion noir sur case blanche e4 · Pion blanc sur case blanche g4 · Fou blanc sur case noire e3 · Pion blanc sur case blanche h3 · Pion blanc sur case blanche a2 · Pion blanc sur case noire b2 · Pion blanc sur case noire f2 · Tour blanche sur case noire c1 · Roi blanc sur case noire g1 | Dame blanche sur case blanche a8 · haut sur case blanche e8 · Roi noir sur case blanche g8 · Tour sur case noire e7 · Pion noir sur case blanche f7 · Pion noir sur case blanche h7 · Pion noir sur case noire b6 · Dame noire sur case noire d6 · Fou noir sur case noire f6 · Pion noir sur case blanche g6 · Fou blanc sur case blanche b5 · Cavalier noir sur case blanche d5 · Pion blanc sur case noire d4 · Pion noir sur case blanche e4 · Pion blanc sur case blanche g4 · Fou blanc sur case noire e3 · Pion blanc sur case blanche h3 · Pion blanc sur case blanche a2 · Pion blanc sur case noire b2 · Pion blanc sur case noire f2 · Tour blanche sur case noire c1 · Roi blanc sur case noire g1 | Dame blanche sur case blanche a8 · haut sur case blanche e8 · Roi noir sur case blanche g8 · Tour sur case noire e7 · Pion noir sur case blanche f7 · Pion noir sur case blanche h7 · Pion noir sur case noire b6 · Dame noire sur case noire d6 · Fou noir sur case noire f6 · Pion noir sur case blanche g6 · Fou blanc sur case blanche b5 · Cavalier noir sur case blanche d5 · Pion blanc sur case noire d4 · Pion noir sur case blanche e4 · Pion blanc sur case blanche g4 · Fou blanc sur case noire e3 · Pion blanc sur case blanche h3 · Pion blanc sur case blanche a2 · Pion blanc sur case noire b2 · Pion blanc sur case noire f2 · Tour blanche sur case noire c1 · Roi blanc sur case noire g1 | Dame blanche sur case blanche a8 · haut sur case blanche e8 · Roi noir sur case blanche g8 · Tour sur case noire e7 · Pion noir sur case blanche f7 · Pion noir sur case blanche h7 · Pion noir sur case noire b6 · Dame noire sur case noire d6 · Fou noir sur case noire f6 · Pion noir sur case blanche g6 · Fou blanc sur case blanche b5 · Cavalier noir sur case blanche d5 · Pion blanc sur case noire d4 · Pion noir sur case blanche e4 · Pion blanc sur case blanche g4 · Fou blanc sur case noire e3 · Pion blanc sur case blanche h3 · Pion blanc sur case blanche a2 · Pion blanc sur case noire b2 · Pion blanc sur case noire f2 · Tour blanche sur case noire c1 · Roi blanc sur case noire g1 | Dame blanche sur case blanche a8 · haut sur case blanche e8 · Roi noir sur case blanche g8 · Tour sur case noire e7 · Pion noir sur case blanche f7 · Pion noir sur case blanche h7 · Pion noir sur case noire b6 · Dame noire sur case noire d6 · Fou noir sur case noire f6 · Pion noir sur case blanche g6 · Fou blanc sur case blanche b5 · Cavalier noir sur case blanche d5 · Pion blanc sur case noire d4 · Pion noir sur case blanche e4 · Pion blanc sur case blanche g4 · Fou blanc sur case noire e3 · Pion blanc sur case blanche h3 · Pion blanc sur case blanche a2 · Pion blanc sur case noire b2 · Pion blanc sur case noire f2 · Tour blanche sur case noire c1 · Roi blanc sur case noire g1 | Dame blanche sur case blanche a8 · haut sur case blanche e8 · Roi noir sur case blanche g8 · Tour sur case noire e7 · Pion noir sur case blanche f7 · Pion noir sur case blanche h7 · Pion noir sur case noire b6 · Dame noire sur case noire d6 · Fou noir sur case noire f6 · Pion noir sur case blanche g6 · Fou blanc sur case blanche b5 · Cavalier noir sur case blanche d5 · Pion blanc sur case noire d4 · Pion noir sur case blanche e4 · Pion blanc sur case blanche g4 · Fou blanc sur case noire e3 · Pion blanc sur case blanche h3 · Pion blanc sur case blanche a2 · Pion blanc sur case noire b2 · Pion blanc sur case noire f2 · Tour blanche sur case noire c1 · Roi blanc sur case noire g1 | 4 |
| 3 | Dame blanche sur case blanche a8 · haut sur case blanche e8 · Roi noir sur case blanche g8 · Tour sur case noire e7 · Pion noir sur case blanche f7 · Pion noir sur case blanche h7 · Pion noir sur case noire b6 · Dame noire sur case noire d6 · Fou noir sur case noire f6 · Pion noir sur case blanche g6 · Fou blanc sur case blanche b5 · Cavalier noir sur case blanche d5 · Pion blanc sur case noire d4 · Pion noir sur case blanche e4 · Pion blanc sur case blanche g4 · Fou blanc sur case noire e3 · Pion blanc sur case blanche h3 · Pion blanc sur case blanche a2 · Pion blanc sur case noire b2 · Pion blanc sur case noire f2 · Tour blanche sur case noire c1 · Roi blanc sur case noire g1 | Dame blanche sur case blanche a8 · haut sur case blanche e8 · Roi noir sur case blanche g8 · Tour sur case noire e7 · Pion noir sur case blanche f7 · Pion noir sur case blanche h7 · Pion noir sur case noire b6 · Dame noire sur case noire d6 · Fou noir sur case noire f6 · Pion noir sur case blanche g6 · Fou blanc sur case blanche b5 · Cavalier noir sur case blanche d5 · Pion blanc sur case noire d4 · Pion noir sur case blanche e4 · Pion blanc sur case blanche g4 · Fou blanc sur case noire e3 · Pion blanc sur case blanche h3 · Pion blanc sur case blanche a2 · Pion blanc sur case noire b2 · Pion blanc sur case noire f2 · Tour blanche sur case noire c1 · Roi blanc sur case noire g1 | Dame blanche sur case blanche a8 · haut sur case blanche e8 · Roi noir sur case blanche g8 · Tour sur case noire e7 · Pion noir sur case blanche f7 · Pion noir sur case blanche h7 · Pion noir sur case noire b6 · Dame noire sur case noire d6 · Fou noir sur case noire f6 · Pion noir sur case blanche g6 · Fou blanc sur case blanche b5 · Cavalier noir sur case blanche d5 · Pion blanc sur case noire d4 · Pion noir sur case blanche e4 · Pion blanc sur case blanche g4 · Fou blanc sur case noire e3 · Pion blanc sur case blanche h3 · Pion blanc sur case blanche a2 · Pion blanc sur case noire b2 · Pion blanc sur case noire f2 · Tour blanche sur case noire c1 · Roi blanc sur case noire g1 | Dame blanche sur case blanche a8 · haut sur case blanche e8 · Roi noir sur case blanche g8 · Tour sur case noire e7 · Pion noir sur case blanche f7 · Pion noir sur case blanche h7 · Pion noir sur case noire b6 · Dame noire sur case noire d6 · Fou noir sur case noire f6 · Pion noir sur case blanche g6 · Fou blanc sur case blanche b5 · Cavalier noir sur case blanche d5 · Pion blanc sur case noire d4 · Pion noir sur case blanche e4 · Pion blanc sur case blanche g4 · Fou blanc sur case noire e3 · Pion blanc sur case blanche h3 · Pion blanc sur case blanche a2 · Pion blanc sur case noire b2 · Pion blanc sur case noire f2 · Tour blanche sur case noire c1 · Roi blanc sur case noire g1 | Dame blanche sur case blanche a8 · haut sur case blanche e8 · Roi noir sur case blanche g8 · Tour sur case noire e7 · Pion noir sur case blanche f7 · Pion noir sur case blanche h7 · Pion noir sur case noire b6 · Dame noire sur case noire d6 · Fou noir sur case noire f6 · Pion noir sur case blanche g6 · Fou blanc sur case blanche b5 · Cavalier noir sur case blanche d5 · Pion blanc sur case noire d4 · Pion noir sur case blanche e4 · Pion blanc sur case blanche g4 · Fou blanc sur case noire e3 · Pion blanc sur case blanche h3 · Pion blanc sur case blanche a2 · Pion blanc sur case noire b2 · Pion blanc sur case noire f2 · Tour blanche sur case noire c1 · Roi blanc sur case noire g1 | Dame blanche sur case blanche a8 · haut sur case blanche e8 · Roi noir sur case blanche g8 · Tour sur case noire e7 · Pion noir sur case blanche f7 · Pion noir sur case blanche h7 · Pion noir sur case noire b6 · Dame noire sur case noire d6 · Fou noir sur case noire f6 · Pion noir sur case blanche g6 · Fou blanc sur case blanche b5 · Cavalier noir sur case blanche d5 · Pion blanc sur case noire d4 · Pion noir sur case blanche e4 · Pion blanc sur case blanche g4 · Fou blanc sur case noire e3 · Pion blanc sur case blanche h3 · Pion blanc sur case blanche a2 · Pion blanc sur case noire b2 · Pion blanc sur case noire f2 · Tour blanche sur case noire c1 · Roi blanc sur case noire g1 | Dame blanche sur case blanche a8 · haut sur case blanche e8 · Roi noir sur case blanche g8 · Tour sur case noire e7 · Pion noir sur case blanche f7 · Pion noir sur case blanche h7 · Pion noir sur case noire b6 · Dame noire sur case noire d6 · Fou noir sur case noire f6 · Pion noir sur case blanche g6 · Fou blanc sur case blanche b5 · Cavalier noir sur case blanche d5 · Pion blanc sur case noire d4 · Pion noir sur case blanche e4 · Pion blanc sur case blanche g4 · Fou blanc sur case noire e3 · Pion blanc sur case blanche h3 · Pion blanc sur case blanche a2 · Pion blanc sur case noire b2 · Pion blanc sur case noire f2 · Tour blanche sur case noire c1 · Roi blanc sur case noire g1 | Dame blanche sur case blanche a8 · haut sur case blanche e8 · Roi noir sur case blanche g8 · Tour sur case noire e7 · Pion noir sur case blanche f7 · Pion noir sur case blanche h7 · Pion noir sur case noire b6 · Dame noire sur case noire d6 · Fou noir sur case noire f6 · Pion noir sur case blanche g6 · Fou blanc sur case blanche b5 · Cavalier noir sur case blanche d5 · Pion blanc sur case noire d4 · Pion noir sur case blanche e4 · Pion blanc sur case blanche g4 · Fou blanc sur case noire e3 · Pion blanc sur case blanche h3 · Pion blanc sur case blanche a2 · Pion blanc sur case noire b2 · Pion blanc sur case noire f2 · Tour blanche sur case noire c1 · Roi blanc sur case noire g1 | 3 |
| 2 | Dame blanche sur case blanche a8 · haut sur case blanche e8 · Roi noir sur case blanche g8 · Tour sur case noire e7 · Pion noir sur case blanche f7 · Pion noir sur case blanche h7 · Pion noir sur case noire b6 · Dame noire sur case noire d6 · Fou noir sur case noire f6 · Pion noir sur case blanche g6 · Fou blanc sur case blanche b5 · Cavalier noir sur case blanche d5 · Pion blanc sur case noire d4 · Pion noir sur case blanche e4 · Pion blanc sur case blanche g4 · Fou blanc sur case noire e3 · Pion blanc sur case blanche h3 · Pion blanc sur case blanche a2 · Pion blanc sur case noire b2 · Pion blanc sur case noire f2 · Tour blanche sur case noire c1 · Roi blanc sur case noire g1 | Dame blanche sur case blanche a8 · haut sur case blanche e8 · Roi noir sur case blanche g8 · Tour sur case noire e7 · Pion noir sur case blanche f7 · Pion noir sur case blanche h7 · Pion noir sur case noire b6 · Dame noire sur case noire d6 · Fou noir sur case noire f6 · Pion noir sur case blanche g6 · Fou blanc sur case blanche b5 · Cavalier noir sur case blanche d5 · Pion blanc sur case noire d4 · Pion noir sur case blanche e4 · Pion blanc sur case blanche g4 · Fou blanc sur case noire e3 · Pion blanc sur case blanche h3 · Pion blanc sur case blanche a2 · Pion blanc sur case noire b2 · Pion blanc sur case noire f2 · Tour blanche sur case noire c1 · Roi blanc sur case noire g1 | Dame blanche sur case blanche a8 · haut sur case blanche e8 · Roi noir sur case blanche g8 · Tour sur case noire e7 · Pion noir sur case blanche f7 · Pion noir sur case blanche h7 · Pion noir sur case noire b6 · Dame noire sur case noire d6 · Fou noir sur case noire f6 · Pion noir sur case blanche g6 · Fou blanc sur case blanche b5 · Cavalier noir sur case blanche d5 · Pion blanc sur case noire d4 · Pion noir sur case blanche e4 · Pion blanc sur case blanche g4 · Fou blanc sur case noire e3 · Pion blanc sur case blanche h3 · Pion blanc sur case blanche a2 · Pion blanc sur case noire b2 · Pion blanc sur case noire f2 · Tour blanche sur case noire c1 · Roi blanc sur case noire g1 | Dame blanche sur case blanche a8 · haut sur case blanche e8 · Roi noir sur case blanche g8 · Tour sur case noire e7 · Pion noir sur case blanche f7 · Pion noir sur case blanche h7 · Pion noir sur case noire b6 · Dame noire sur case noire d6 · Fou noir sur case noire f6 · Pion noir sur case blanche g6 · Fou blanc sur case blanche b5 · Cavalier noir sur case blanche d5 · Pion blanc sur case noire d4 · Pion noir sur case blanche e4 · Pion blanc sur case blanche g4 · Fou blanc sur case noire e3 · Pion blanc sur case blanche h3 · Pion blanc sur case blanche a2 · Pion blanc sur case noire b2 · Pion blanc sur case noire f2 · Tour blanche sur case noire c1 · Roi blanc sur case noire g1 | Dame blanche sur case blanche a8 · haut sur case blanche e8 · Roi noir sur case blanche g8 · Tour sur case noire e7 · Pion noir sur case blanche f7 · Pion noir sur case blanche h7 · Pion noir sur case noire b6 · Dame noire sur case noire d6 · Fou noir sur case noire f6 · Pion noir sur case blanche g6 · Fou blanc sur case blanche b5 · Cavalier noir sur case blanche d5 · Pion blanc sur case noire d4 · Pion noir sur case blanche e4 · Pion blanc sur case blanche g4 · Fou blanc sur case noire e3 · Pion blanc sur case blanche h3 · Pion blanc sur case blanche a2 · Pion blanc sur case noire b2 · Pion blanc sur case noire f2 · Tour blanche sur case noire c1 · Roi blanc sur case noire g1 | Dame blanche sur case blanche a8 · haut sur case blanche e8 · Roi noir sur case blanche g8 · Tour sur case noire e7 · Pion noir sur case blanche f7 · Pion noir sur case blanche h7 · Pion noir sur case noire b6 · Dame noire sur case noire d6 · Fou noir sur case noire f6 · Pion noir sur case blanche g6 · Fou blanc sur case blanche b5 · Cavalier noir sur case blanche d5 · Pion blanc sur case noire d4 · Pion noir sur case blanche e4 · Pion blanc sur case blanche g4 · Fou blanc sur case noire e3 · Pion blanc sur case blanche h3 · Pion blanc sur case blanche a2 · Pion blanc sur case noire b2 · Pion blanc sur case noire f2 · Tour blanche sur case noire c1 · Roi blanc sur case noire g1 | Dame blanche sur case blanche a8 · haut sur case blanche e8 · Roi noir sur case blanche g8 · Tour sur case noire e7 · Pion noir sur case blanche f7 · Pion noir sur case blanche h7 · Pion noir sur case noire b6 · Dame noire sur case noire d6 · Fou noir sur case noire f6 · Pion noir sur case blanche g6 · Fou blanc sur case blanche b5 · Cavalier noir sur case blanche d5 · Pion blanc sur case noire d4 · Pion noir sur case blanche e4 · Pion blanc sur case blanche g4 · Fou blanc sur case noire e3 · Pion blanc sur case blanche h3 · Pion blanc sur case blanche a2 · Pion blanc sur case noire b2 · Pion blanc sur case noire f2 · Tour blanche sur case noire c1 · Roi blanc sur case noire g1 | Dame blanche sur case blanche a8 · haut sur case blanche e8 · Roi noir sur case blanche g8 · Tour sur case noire e7 · Pion noir sur case blanche f7 · Pion noir sur case blanche h7 · Pion noir sur case noire b6 · Dame noire sur case noire d6 · Fou noir sur case noire f6 · Pion noir sur case blanche g6 · Fou blanc sur case blanche b5 · Cavalier noir sur case blanche d5 · Pion blanc sur case noire d4 · Pion noir sur case blanche e4 · Pion blanc sur case blanche g4 · Fou blanc sur case noire e3 · Pion blanc sur case blanche h3 · Pion blanc sur case blanche a2 · Pion blanc sur case noire b2 · Pion blanc sur case noire f2 · Tour blanche sur case noire c1 · Roi blanc sur case noire g1 | 2 |
| 1 | Dame blanche sur case blanche a8 · haut sur case blanche e8 · Roi noir sur case blanche g8 · Tour sur case noire e7 · Pion noir sur case blanche f7 · Pion noir sur case blanche h7 · Pion noir sur case noire b6 · Dame noire sur case noire d6 · Fou noir sur case noire f6 · Pion noir sur case blanche g6 · Fou blanc sur case blanche b5 · Cavalier noir sur case blanche d5 · Pion blanc sur case noire d4 · Pion noir sur case blanche e4 · Pion blanc sur case blanche g4 · Fou blanc sur case noire e3 · Pion blanc sur case blanche h3 · Pion blanc sur case blanche a2 · Pion blanc sur case noire b2 · Pion blanc sur case noire f2 · Tour blanche sur case noire c1 · Roi blanc sur case noire g1 | Dame blanche sur case blanche a8 · haut sur case blanche e8 · Roi noir sur case blanche g8 · Tour sur case noire e7 · Pion noir sur case blanche f7 · Pion noir sur case blanche h7 · Pion noir sur case noire b6 · Dame noire sur case noire d6 · Fou noir sur case noire f6 · Pion noir sur case blanche g6 · Fou blanc sur case blanche b5 · Cavalier noir sur case blanche d5 · Pion blanc sur case noire d4 · Pion noir sur case blanche e4 · Pion blanc sur case blanche g4 · Fou blanc sur case noire e3 · Pion blanc sur case blanche h3 · Pion blanc sur case blanche a2 · Pion blanc sur case noire b2 · Pion blanc sur case noire f2 · Tour blanche sur case noire c1 · Roi blanc sur case noire g1 | Dame blanche sur case blanche a8 · haut sur case blanche e8 · Roi noir sur case blanche g8 · Tour sur case noire e7 · Pion noir sur case blanche f7 · Pion noir sur case blanche h7 · Pion noir sur case noire b6 · Dame noire sur case noire d6 · Fou noir sur case noire f6 · Pion noir sur case blanche g6 · Fou blanc sur case blanche b5 · Cavalier noir sur case blanche d5 · Pion blanc sur case noire d4 · Pion noir sur case blanche e4 · Pion blanc sur case blanche g4 · Fou blanc sur case noire e3 · Pion blanc sur case blanche h3 · Pion blanc sur case blanche a2 · Pion blanc sur case noire b2 · Pion blanc sur case noire f2 · Tour blanche sur case noire c1 · Roi blanc sur case noire g1 | Dame blanche sur case blanche a8 · haut sur case blanche e8 · Roi noir sur case blanche g8 · Tour sur case noire e7 · Pion noir sur case blanche f7 · Pion noir sur case blanche h7 · Pion noir sur case noire b6 · Dame noire sur case noire d6 · Fou noir sur case noire f6 · Pion noir sur case blanche g6 · Fou blanc sur case blanche b5 · Cavalier noir sur case blanche d5 · Pion blanc sur case noire d4 · Pion noir sur case blanche e4 · Pion blanc sur case blanche g4 · Fou blanc sur case noire e3 · Pion blanc sur case blanche h3 · Pion blanc sur case blanche a2 · Pion blanc sur case noire b2 · Pion blanc sur case noire f2 · Tour blanche sur case noire c1 · Roi blanc sur case noire g1 | Dame blanche sur case blanche a8 · haut sur case blanche e8 · Roi noir sur case blanche g8 · Tour sur case noire e7 · Pion noir sur case blanche f7 · Pion noir sur case blanche h7 · Pion noir sur case noire b6 · Dame noire sur case noire d6 · Fou noir sur case noire f6 · Pion noir sur case blanche g6 · Fou blanc sur case blanche b5 · Cavalier noir sur case blanche d5 · Pion blanc sur case noire d4 · Pion noir sur case blanche e4 · Pion blanc sur case blanche g4 · Fou blanc sur case noire e3 · Pion blanc sur case blanche h3 · Pion blanc sur case blanche a2 · Pion blanc sur case noire b2 · Pion blanc sur case noire f2 · Tour blanche sur case noire c1 · Roi blanc sur case noire g1 | Dame blanche sur case blanche a8 · haut sur case blanche e8 · Roi noir sur case blanche g8 · Tour sur case noire e7 · Pion noir sur case blanche f7 · Pion noir sur case blanche h7 · Pion noir sur case noire b6 · Dame noire sur case noire d6 · Fou noir sur case noire f6 · Pion noir sur case blanche g6 · Fou blanc sur case blanche b5 · Cavalier noir sur case blanche d5 · Pion blanc sur case noire d4 · Pion noir sur case blanche e4 · Pion blanc sur case blanche g4 · Fou blanc sur case noire e3 · Pion blanc sur case blanche h3 · Pion blanc sur case blanche a2 · Pion blanc sur case noire b2 · Pion blanc sur case noire f2 · Tour blanche sur case noire c1 · Roi blanc sur case noire g1 | Dame blanche sur case blanche a8 · haut sur case blanche e8 · Roi noir sur case blanche g8 · Tour sur case noire e7 · Pion noir sur case blanche f7 · Pion noir sur case blanche h7 · Pion noir sur case noire b6 · Dame noire sur case noire d6 · Fou noir sur case noire f6 · Pion noir sur case blanche g6 · Fou blanc sur case blanche b5 · Cavalier noir sur case blanche d5 · Pion blanc sur case noire d4 · Pion noir sur case blanche e4 · Pion blanc sur case blanche g4 · Fou blanc sur case noire e3 · Pion blanc sur case blanche h3 · Pion blanc sur case blanche a2 · Pion blanc sur case noire b2 · Pion blanc sur case noire f2 · Tour blanche sur case noire c1 · Roi blanc sur case noire g1 | Dame blanche sur case blanche a8 · haut sur case blanche e8 · Roi noir sur case blanche g8 · Tour sur case noire e7 · Pion noir sur case blanche f7 · Pion noir sur case blanche h7 · Pion noir sur case noire b6 · Dame noire sur case noire d6 · Fou noir sur case noire f6 · Pion noir sur case blanche g6 · Fou blanc sur case blanche b5 · Cavalier noir sur case blanche d5 · Pion blanc sur case noire d4 · Pion noir sur case blanche e4 · Pion blanc sur case blanche g4 · Fou blanc sur case noire e3 · Pion blanc sur case blanche h3 · Pion blanc sur case blanche a2 · Pion blanc sur case noire b2 · Pion blanc sur case noire f2 · Tour blanche sur case noire c1 · Roi blanc sur case noire g1 | 1 |
|   | a | b | c | d | e | f | g | h |   |

En 1967, un programme des Russes Georgy Adelson-Velsky, Vladimir Arlazarov, Alexander Bitman et Anatoly Uskov sur l'ordinateur M-20 du laboratoire d'Alexandre Kronrod à l'"Institut de physique théorique et expérimentale" bat son rival américain Kotok-McCarthy sur IBM 7090 à l'université Stanford. En 1971, Mikhail V. Donskoy s'associe avec Arlazarov et Uskov pour programmer son successeur sur une ICL System 4/70 à l'"Institut des sciences de contrôle". En 1972, Kaissa joue un match par correspondance contre les lecteurs du journal populaire russe Komsomolskaya Pravda. Les lecteurs gagnent 1,5-0,5 et ce sont les journalistes du journal qui baptisent le programme Kaissa.
Kaissa devient le premier champion du monde d'échecs des ordinateurs en 1974 à Stockholm. Il remporte les quatre parties et termine premier devant Chess 4, Chaos et Ribbit, qui finissent à 3/4. Après le championnat, Chess 4 et Kaissa jouent une partie qui finit par la nulle. Les succès de Kaissa s'expliquent par ses nombreuses innovations. C'est le premier programme qui utilise une structure bitboard. Kaissa possède aussi une bibliothèque d'ouvertures de 10 000 coups et utilise un nouvel algorithme pour l'élimination sélective des coups. Il calculait également sur le temps de son adversaire, utilisait l'heuristique à mouvement nul et disposait d'un algorithme sophistiqué pour gérer le temps de réflexion. Tout ceci est courant dans les programmes d'échecs actuels, mais constituait une nouveauté à l'époque.
Le second championnat du monde en 1977 à Toronto débute par un événement inhabituel. Dans la position du diagramme ci-contre, lors d'une partie contre le programme Duchess, Kaissa, qui a les Noirs, joue un coup qui perd immédiatement une tour, avec 34...Te8!?, et perd la partie peu après.
Après celle-ci, les programmeurs testent le coup évident, 34...Rg7, sur le programme et Kaissa explique pourquoi il ne l'a pas joué : après 34...Rg7, il existe une séquence de mat en 5 coups commençant par un sacrifice de Dame (35.Df8+!! Rxf8 36.Fh6+ Fg7 37. Tc8+ Dd8 38. Txd8+ Te8 39. Txe8#), séquence que, du fait de l'effet d'horizon, Duchess — programme moins performant — n'avait très probablement pas calculée. Aucun des spectateurs présents pendant la partie, incluant l'ancien champion du monde Mikhaïl Botvinnik, n'avait vu cette combinaison gagnante. Malgré cette partie perdue,  Kaissa finit 2e-3e (ex aequo avec Duchess). Le championnat est remporté par Chess cette année.
Le dernier championnat auquel Kaissa participe est celui de 1980 à Linz, il termine 4e-7e. Le développement de Kaissa a cessé depuis.